# Pedro Bravo
Pedro Bravo, né le 26 novembre 2004 à Cali en Colombie, est un footballeur colombien qui évolue au poste de milieu central au FC Midtjylland.

## Biographie

### En club
Né à Cali en Colombie, Pedro Bravo est formé par le club local de l'América de Cali, qu'il rejoint en 2017.
Lors de l'été 2023, Pedro Bravo rejoint le club portugais du CD Mafra sous la forme d'un prêt d'une saison avec option d'achat. Le transfert est annoncé le 15 mai 2023.
Il joue son premier match en professionnel, lors d'une rencontre de première division colombienne face au Millonarios FC le 16 décembre 2021. Il entre en jeu et son équipe est battue par deux buts à un.
Lors de l'été 2024, Pedro Bravo rejoint le Danemark en signant en faveur du FC Midtjylland. Le transfert est officialisé le 25 juin 2024 et il signe un contrat de cinq ans, soit jusqu'en juin 2029.